# United in Regret
United in Regret è il secondo album in studio del gruppo death metal statunitense Arsis, pubblicato nel 2006.

## Tracce
1. Oh, the Humanity – 4:25
2. ...And the Blind One Came – 5:03
3. United in Regret – 3:47
4. I Speak Through Shadows – 4:06
5. Lust Before the Maggots Conquest – 4:47
6. The Marriage Bed – 3:15
7. The Cold Resistance – 3:48
8. The Things You Said (Depeche Mode cover) – 3:23
9. Hopeless Truth – 3:54